# Artedidraco lonnbergi
Artedidraco lonnbergi är en fiskart som beskrevs av Roule, 1913. Artedidraco lonnbergi ingår i släktet Artedidraco och familjen Artedidraconidae. Inga underarter finns listade i Catalogue of Life.